# Норт-Вудсток (Нью-Гемпшир)
Норт-Вудсток (англ. North Woodstock) — переписна місцевість (CDP) в США, в окрузі Ґрафтон штату Нью-Гемпшир. Населення — 739 осіб (2020).

## Географія
Норт-Вудсток розташований за координатами 44°2′23″ пн. ш. 71°41′44″ зх. д. / 44.03972° пн. ш. 71.69556° зх. д. (44.039802, -71.695585).  За даними Бюро перепису населення США в 2010 році переписна місцевість мала площу 2,26 км², з яких 2,17 км² — суходіл та 0,09 км² — водойми.

## Демографія
Згідно з переписом 2010 року, у переписній місцевості мешкало 528 осіб у 256 домогосподарствах у складі 131 родини. Густота населення становила 234 особи/км².  Було 759 помешкань (336/км²).
Расовий склад населення:
| - 96,8 % — білих - 1,1 % — азіатів - 0,2 % — корінних американців - 0,2 % — чорних або афроамериканців |

До двох чи більше рас належало 1,7 %. Частка іспаномовних становила 0,0 % від усіх жителів.
За віковим діапазоном населення розподілялося таким чином: 17,2 % — особи молодші 18 років, 66,7 % — особи у віці 18—64 років, 16,1 % — особи у віці 65 років та старші. Медіана віку мешканця становила 44,5 року. На 100 осіб жіночої статі у переписній місцевості припадало 98,5 чоловіків;  на 100 жінок у віці від 18 років та старших — 97,7 чоловіків також старших 18 років.
Середній дохід на одне домашнє господарство  становив 62 583 долари США (медіана — 40 083), а середній дохід на одну сім'ю — 86 169 доларів (медіана — 42 292). За межею бідності перебувало 13,0 % осіб, у тому числі 0,0 % дітей у віці до 18 років та 5,8 % осіб у віці 65 років та старших.
Цивільне працевлаштоване населення становило 211 осіб. Основні галузі зайнятості: мистецтво, розваги та відпочинок — 40,3 %, науковці, спеціалісти, менеджери — 11,8 %, освіта, охорона здоров'я та соціальна допомога — 11,8 %.